# Gatien Moisan
Pour les articles homonymes, voir Moisan.
Gatien Moisan né à Saint-Raymond-de-Portneuf le 11 janvier 1939 et mort le 15 novembre 2019, à Saguenay est un artiste-peintre du Québec.

## Biographie
Il est diplômé de l'École des beaux-arts de Québec en 1962 et a poursuivi une année de spécialisation en céramique et émail sur cuivre en 1963. Parmi ses professeurs, se trouvent Thérèse Brassard (émail sur cuivre), Benoît East (gravure), Jean Paul Lemieux (peinture), Paul Lacroix (dessin), Marius Plamondon (vitrail) et Jean Soucy (dessin).

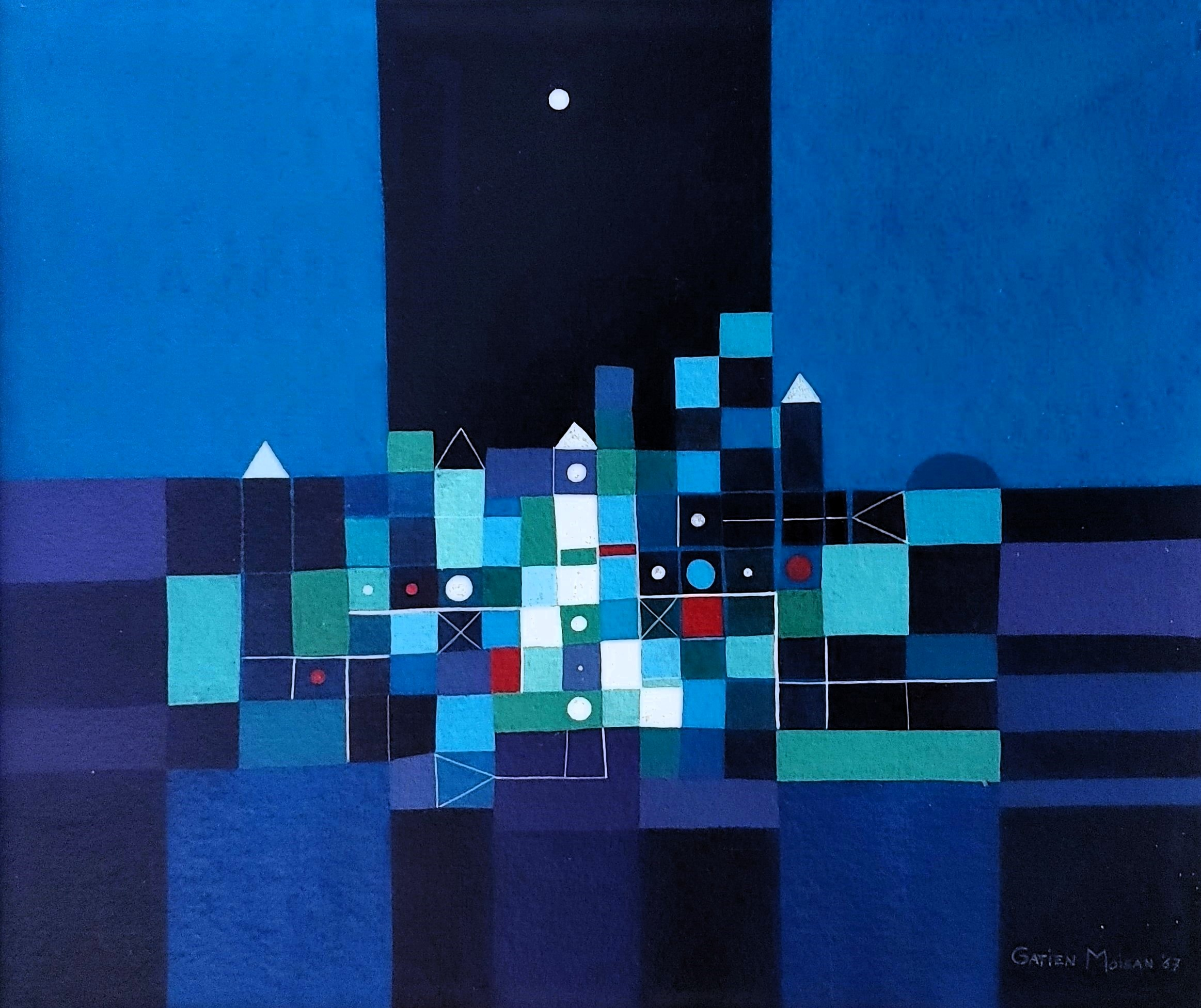
La ville de Gatien Moisan

Il compose ses œuvres en utilisant l'espace pictural libre et la figuration. Il insère de manière importante la géométrie dans son œuvre.
Il a enseigné au niveau secondaire dans différentes écoles, au Cégep de Jonquière et à l'Université du Québec à Chicoutimi et ses composantes de 1969 à 2005.
Il fut récipiendaire de trois bourses au volet Aide aux expositions du Ministère des Affaires culturelles du Québec et d'une bourse de la Fondation Élizabeth T. Greenshield de Montréal, Québec. Il a également participé à de nombreux projets dans le cadre du 1 % du Ministère des Affaires culturelles du Québec. Il fut invité au Burnaby Art Gallery de Vancouver et au Glendon College de l'Université York de Toronto.
Il a peint de manière très personnelle le portrait officiel du 39e président de l'Assemblée nationale du Québec : Roger Bertrand.
Gatien Moisan réside de 2008 à 2011, à Saint-Honoré puis à Chicoutimi jusqu'à sa mort en 2019. La journaliste Christiane Laforge lui écrit alors une lettre ultime.

## Citation
« La démarche que j’ai entreprise depuis plusieurs années est basée sur la relation qui existe entre l’homme-raison, l’homme-émotion, la nature et le construit par l’homme. Comme défi, je me suis imposé une grille de base dans l’organisation de mes tableaux. Cette grille est ordonnée par le nombre d’or ou la "Divine proportion" et elle représente un besoin inhérent d'ordre lié à ma personnalité.
- espace infini et espace clos
- homme-raison et homme-émotion
- homme-absent et homme-présent
- matière rugueuse et matière lisse

J'utilise le corps nu de l'homme dans mes tableaux, car, dans un mode contemporain, le corps est promu au rang de véritable objet de culte. Il ne désigne plus une abjection, il désigne notre identité profonde et il peut s'exhiber nu, dans sa vérité naturelle. C'est ainsi que j'arrive à créer un réalisme de type nouveau qui fait appel à la réalité quotidienne et à la réalité abstraite pour devenir un réalisme de rêve.  
J’aime créer une image qui oblige le spectateur à établir de nouvelles relations entre les éléments proposés dans l’œuvre. Ainsi, chaque tableau devient non pas une fin en soi, mais un point de départ à une réflexion sur l’interaction des oppositions dans la vie. »

## Expositions individuelles
- 2009 - Centre national d'exposition  (CNE), Jonquière, Qc
- 2007 - Toqué Rouge, Jonquière, Qc
- 1999 - Galerie Arts St-Louis, Saint-Raymond, Qc
- 1991 - Atelier Imagine, Québec, Qc
- 1990 - GRAVE, Victoriaville, Qc
- 1985 - Glendon College, York University, Toronto
- 1983 - Galerie Noctuelle, Longueuil, Qc
- 1981 - Burnaby Art Gallery, Burnaby, B.C.
- 1980 - La Chasse Gallery, Toronto, Ont.
- 1979 - Galerie l'Art français, Montréal, Qc
- 1977 - Musée d'art de Joliette, Joliette, Qc
- 1976 - Galerie d'Art Montcalm, Québec, Qc
- 1975 - Maison des Arts La Sauvegarde, Montréal, Qc
- 1975 - Galerie Wells, Ottawa, Ont.
- 1973 - Galerie d'Art Benedek-Grenier, Québec, Qc
- 1971 - Centre culturel de Jonquière, Qc

## Collections publiques
- Hôtel du Parlement du Québec, Québec, Qc
- Musée d'art contemporain de Montréal, Qc
- Musée de Charlevoix
- Musée national des beaux-arts du Québec, Québec, Qc[6]
- Musée d'art contemporain de Montréal
- Musée d'art de Joliette, Joliette, Qc
- Musée de Charlevoix
- Musée Louis-Hémon
- Musée Pierre-Boucher
- Pulperie de Chicoutimi
- Fondation Ronald-McDonald, Montréal, Qc
- Ministère des Affaires internationales du Québec, Québec, Qc
- Collection Loto-Québec, Montréal, Qc
- Ministère de l'Éducation du Québec, Qc
- Ministère des Affaires extérieures du Québec, Qc
- Réalisation de différents projets d'intégration d'œuvres d'art à l'architecture dans le cadre du programme du 1 % du Ministère de la Culture, des Communications et  de la Condition féminine du Québec Ministère des Affaires culturelles du Québec.

## Honneur
Gatien Moisan est lauréat de la Société de l'Ordre du Bleuet pour les arts et la culture en 2015.

## Vie personnelle
Gatien Moisan a épousé Gilberte Dufresne avec qui il a eu deux filles : Mira et Sara.

## Sources
- Gatien Moisan -- Les métamorphoses d'un pays, par Gilles Daigneault in Vie des Arts, volume 22, numéro 87, Été 1977, p. 63.
- Les couleurs de l'esprit de Gatien Moisan, par Jean-Pierre Légaré in Vie des Arts, Volume 25, numéro 99, Été 1980, p. 32.
- Reflet de 1985, par Daniel Morency Dutil in Vie des Arts, Volume 30, numéro 122, Printemps 1986, p. 74-75.